# Schulterwundenkapelle (Dorfen)

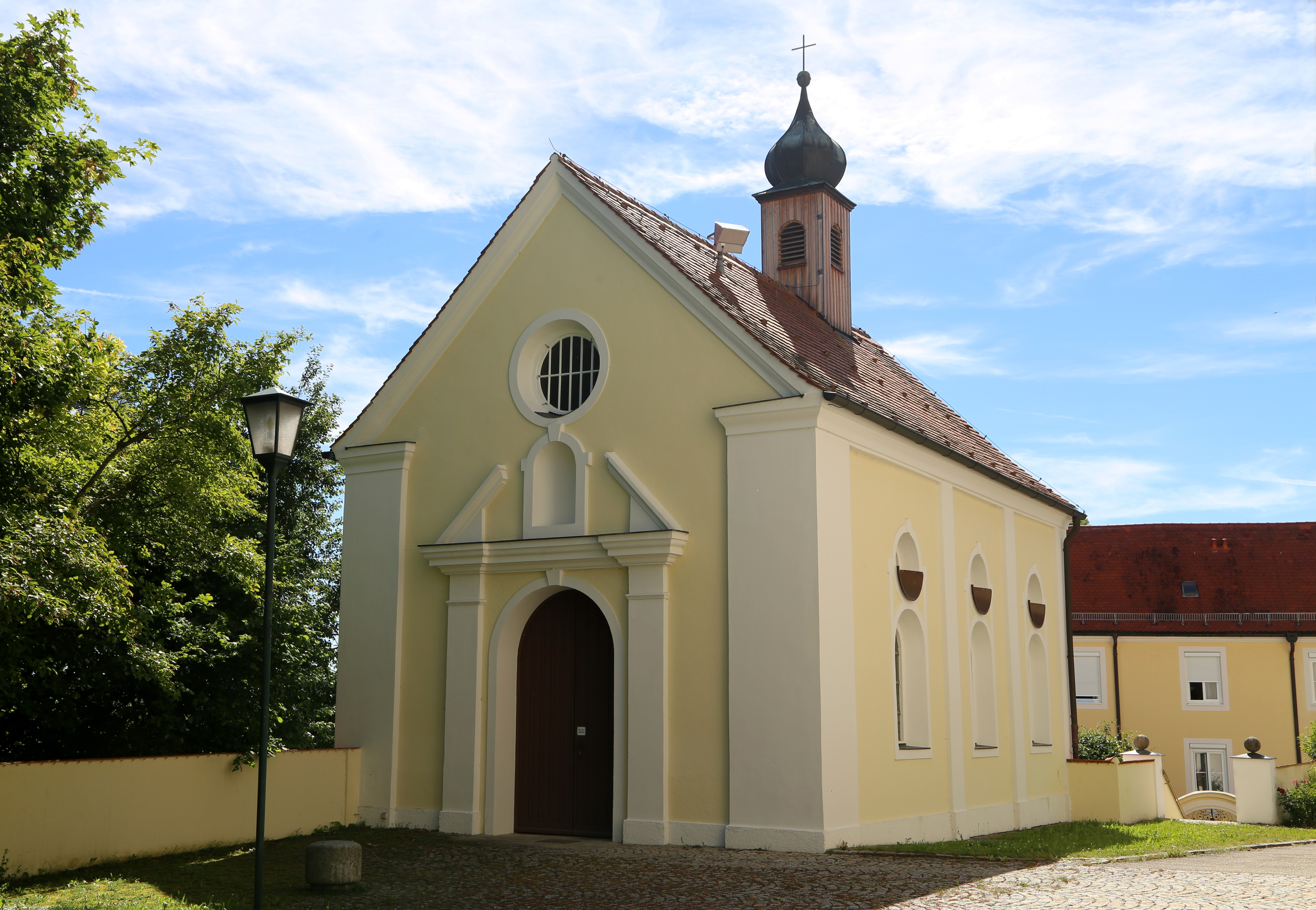
Schulterwundenkapelle aus nordöstlicher Sicht. Im Hintergrund das Schulschwesternheim

Die Schulterwundenkapelle oder Kapelle des Schulterwunden-Christus ist ein barocker Bau von 1715 südlich neben der Pfarrkirche Mariä Himmelfahrt, direkt am Hang des Ruprechtsberges in Dorfen.

## Geschichte
Die Schulterwundenkapelle hat seit ihrer Entstehung 1715 bereits verschiedene Nutzungen erfahren: zunächst als Allerseelenkapelle wurde sie im 20. Jahrhundert als Kriegergedächtnisstätte umgewidmet. Seit der Errichtung des Kriegerdenkmals an der Ostseite der Marktkirche St. Veit wird sie hauptsächlich als Schulterwundenkapelle bezeichnet.
Während der Renovierung der Pfarrkirche Mariä Himmelfahrt von 2008 bis 2011 war das Gnadenbild Maria Dorfen anstelle des Schulterwunden-Christus in der Schulterwundenkapelle untergebracht.

## Künstlerische Gestaltung

### Architektur
Die Kapelle hatte im Osten beim heutigen Eingang einen 3/8-Schluss, wie alte Ansichten zeigen.

### Innenraum

Innenraum

Der neoromanische Altar aus dem Jahr 1868 wurde aus dem Hochaltar der Pfarrkirche entnommen, nachdem dort in den 1960er Jahren der frühere Asam-Altar rekonstruiert wurde. In dessen Zentrum ist jetzt die Darstellung des Schulterwunden-Christus von 1718 vom Wasserburger Bildhauer Johann Ferdinand Hartmann, gefasst durch den Dorfener Maler Franz Ignaz Reiter.
Die heutige Ausstattung wurde nach dem Entwurf von Erwin Schleich im Zuge der Renovierung der Pfarrkirche von 1963 bis 1971 gestaltet.

#### Heiligenfiguren
Im Innern befinden sich die Figuren der Heiligen Papst Silvester, Rupert,
Florian, Sebastian, Hieronymus, Ambrosius, Augustinus und Papst Gregor der Große
des ehemaligen neoromanischen Hochaltars der Pfarrkirche des Münchner Bildhauers Christian Keil aus dem Jahr 1867.

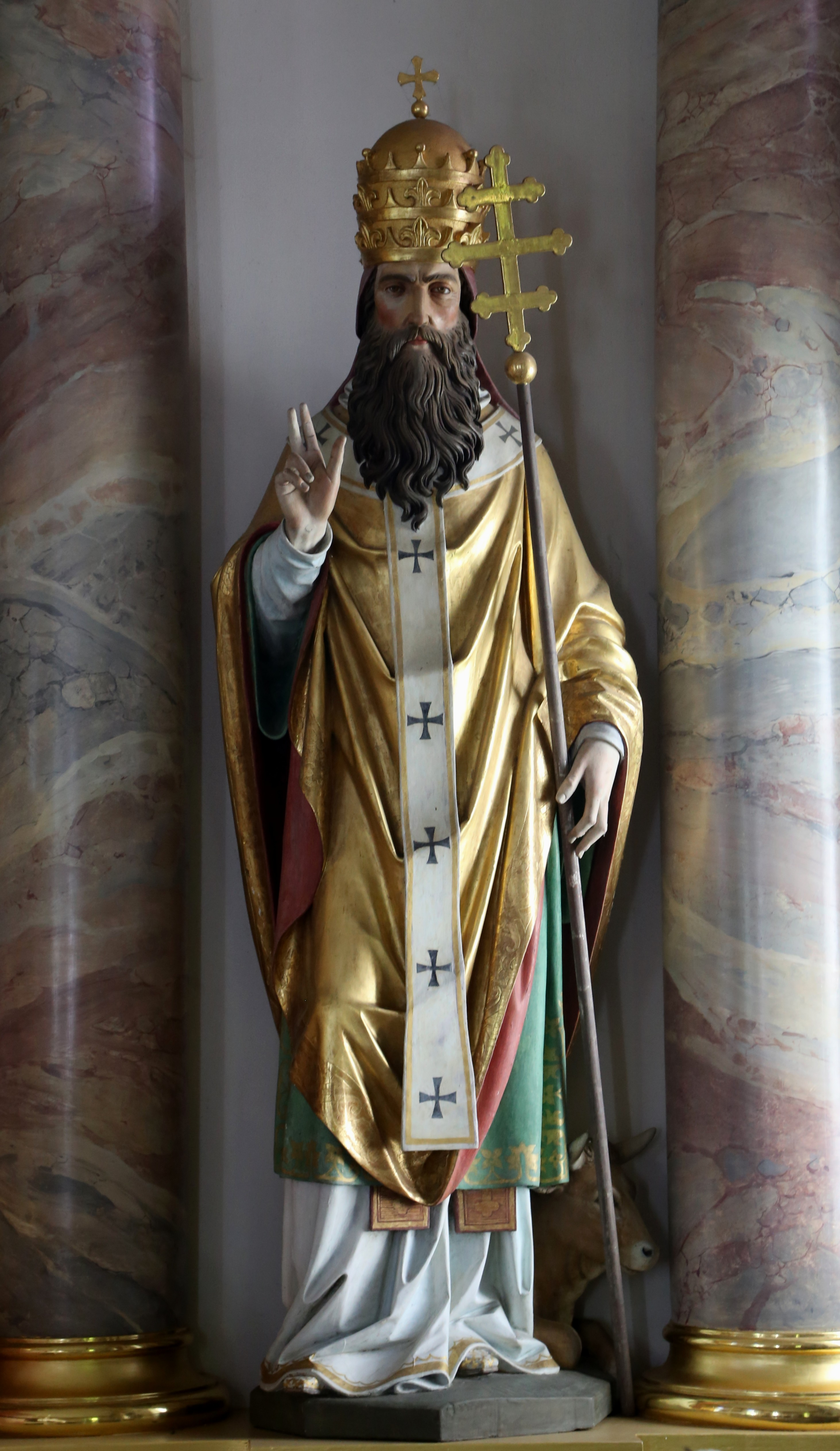
Hl. Papst Silvester
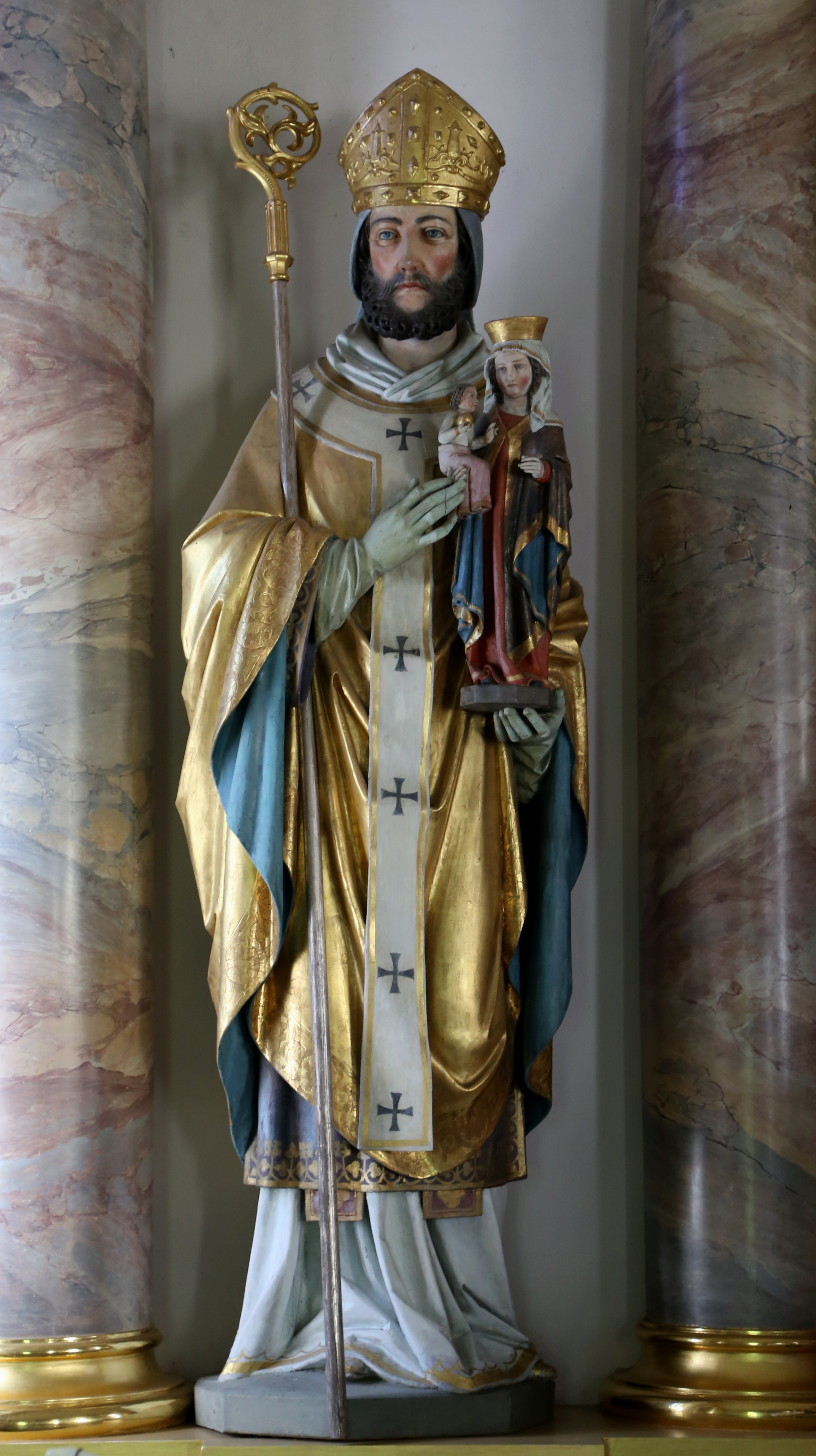
Hl. Rupert mit Gnadenbild der Muttergottes
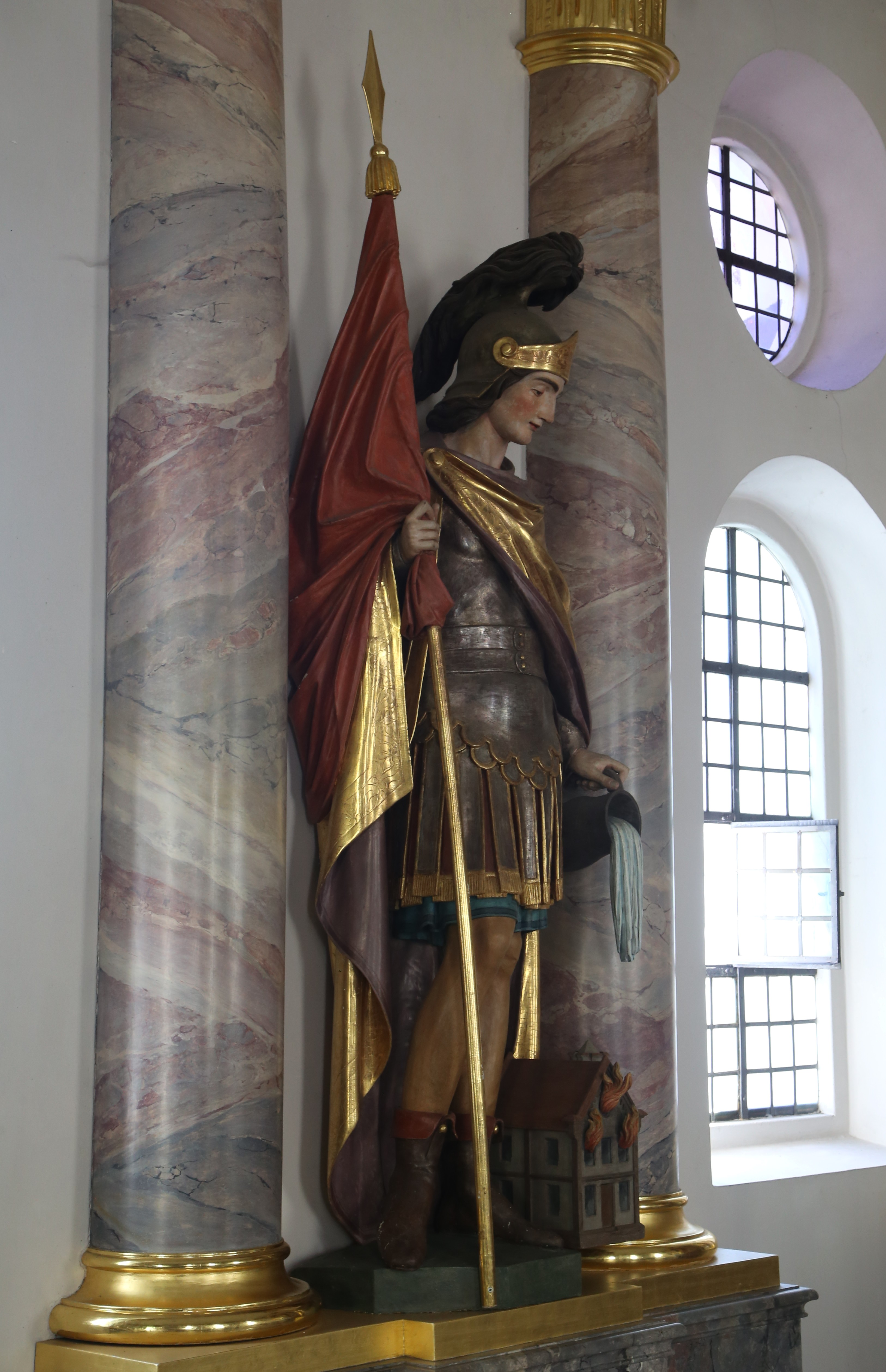
Hl. Florian
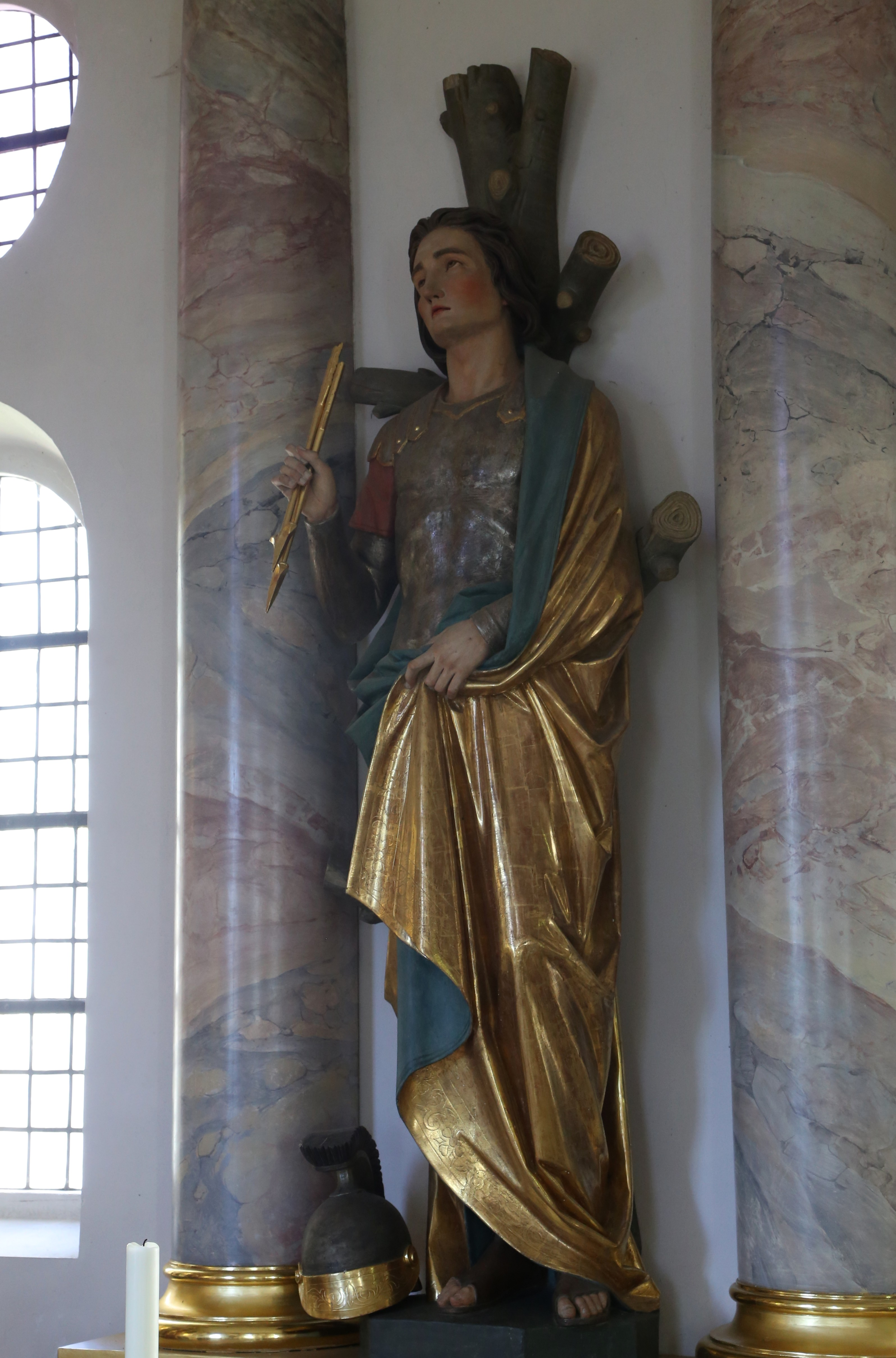
Hl. Sebastian
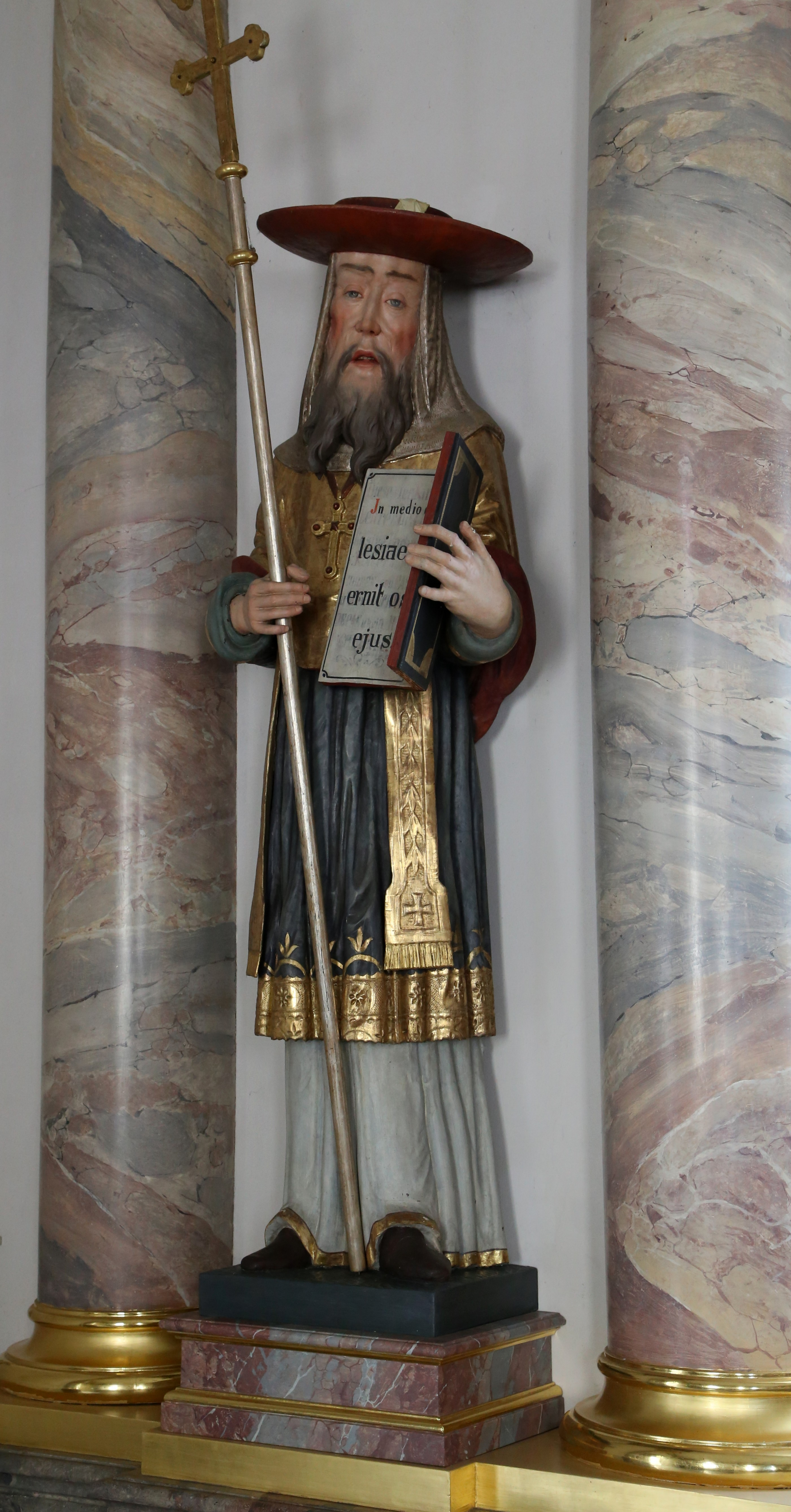
Hl. Hieronymus als Kardinal
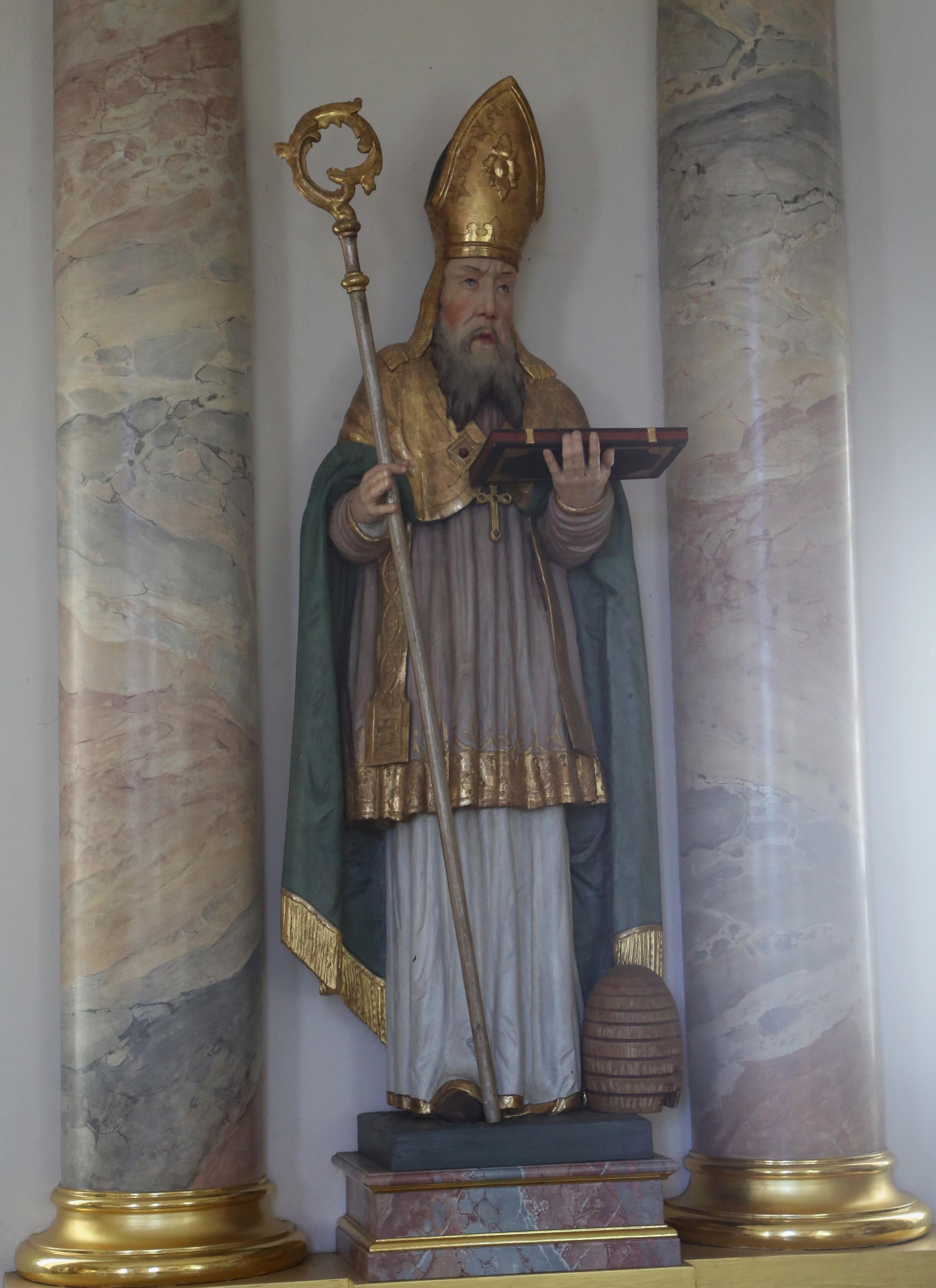
Hl. Ambrosius
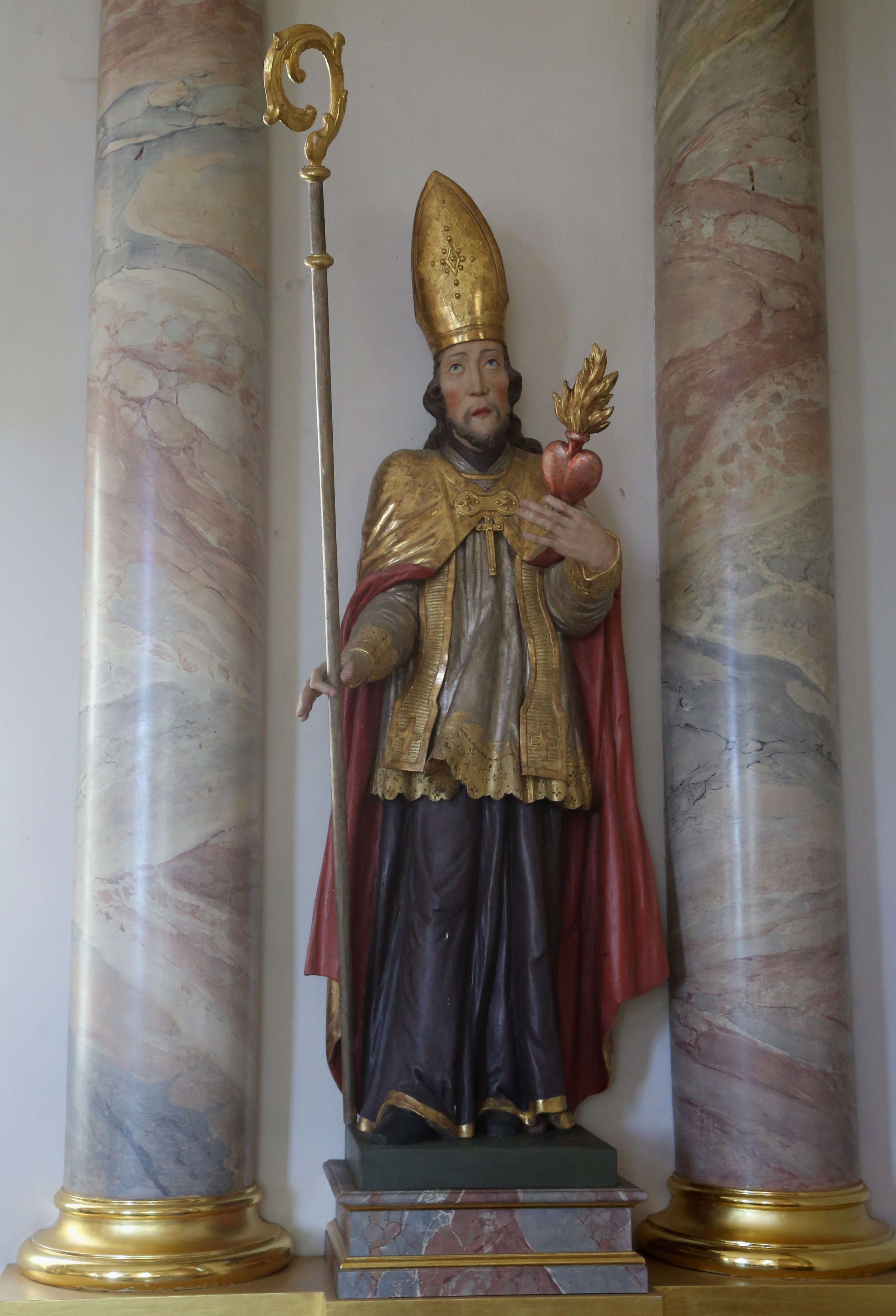
Hl. Augustinus

## Gebet zur Schulterwunde Christi

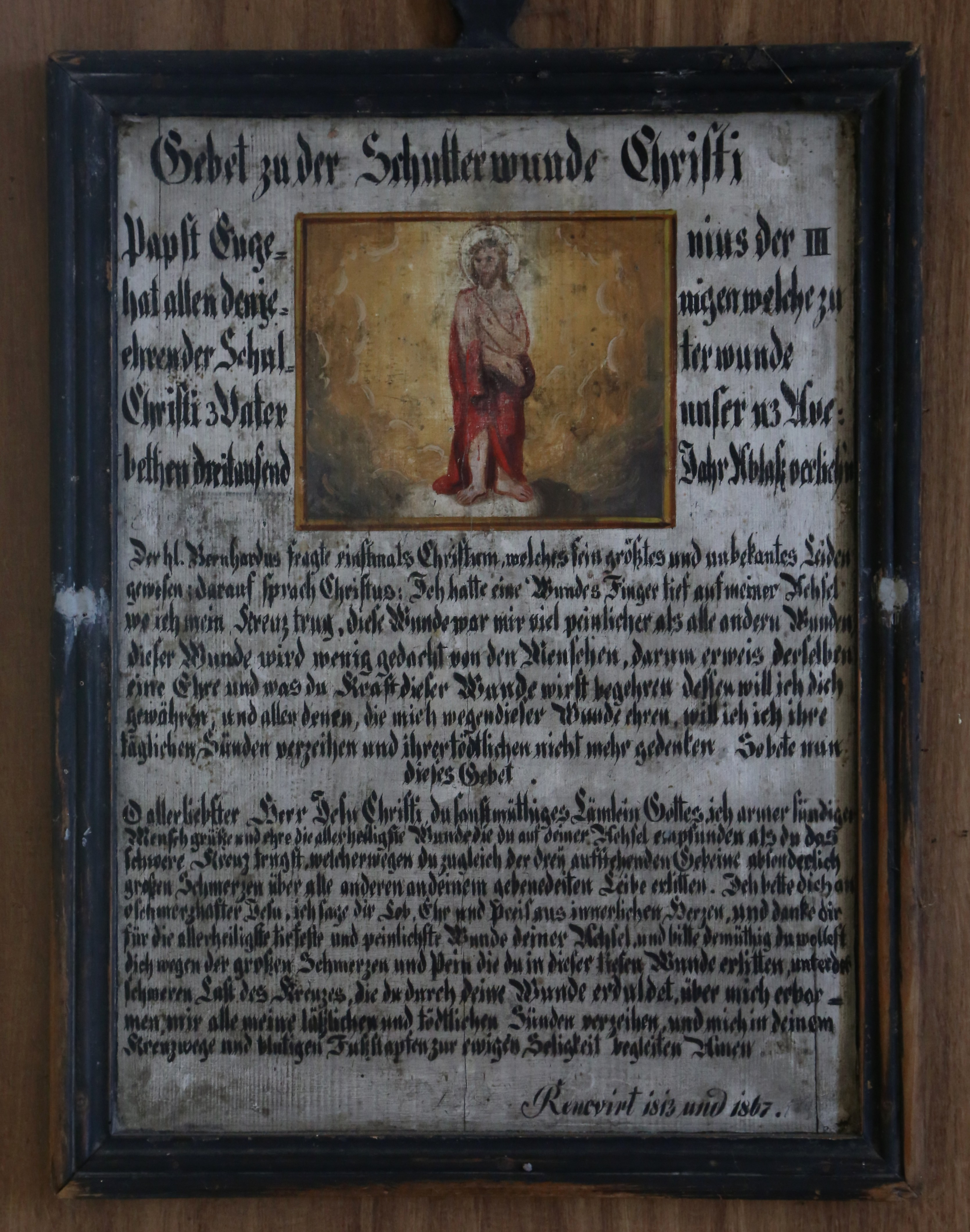
Gebet zum Schulterwunde Christi

In der Schulterwunden-Kapelle ist ein altes Manuskript des Gebetes zur Schulterwunde Christi zu sehen.

„Mein allerliebster Jesus, Du sanftmütiges Gotteslamm! Ich sündiger Mensch will die allerheiligste Wunde verehren, die der schwere Kreuzesbalken tief in Deine Schulter schnitt. Du mußtest dadurch einen besonders grausamen Schmerz erdulden. Ich bete Dich an, schmerzerfüllter Jesus. Aus tiefster Seele danke ich Dir für das Erdulden dieser so schmerzhaften Wunde. Erbarme Dich um dieser überaus peinigenden, quälenden Wunde willen meiner sündigen Seele, die so sehr der Sühne bedarf! Vergib mir meine vielen Sünden, erhöre mich in all meinen Anliegen und führe mich auf Deinem heiligen Kreuzweg voran heim ins ewige Leben! Amen.“